# Rue Toussaint Beaujean
La rue Toussaint Beaujean part de la rue Counotte et se termine en impasse. Elle est située dans le quartier Sainte-Marguerite.

## Odonymie
Toussaint Beaujean, né à Liège en 1801 et mort en 1879, est un bienfaiteur des hospices civils de Liège. 